# Hněvkovský tunel I
Hněvkovský tunel I je dvojkolejný železniční tunel, který se nachází v katastru Hněvkova, součásti města Zábřeh, na železniční trati Česká Třebová – Přerov v úseku km 33,851 – 33,983, mezi stanicí Hoštejn a zastávkou Lupěné. Byl postaven v letech 2005–2006 v rámci výstavby třetího železničního koridoru, kdy nahradil jeden z nevyhovujících úseků trati v údolí Moravské Sázavy. Byl dán do provozu v červnu 2006.

## Popis
Železniční tunel se nachází na stejném úseku jako Hněvkovský tunel II a prochází pod jižním výběžkem vrchu Plechovec, který je součástí Zábřežské vrchoviny. Horninový masív je tvořen zábřežským krystalinikem, nejčastěji se vyskytují horniny kvarcitické ruly, pararuly a fylity. Výška nadloží nad tunelem se pohybuje od 6 do 11 m.
Tunel je dlouhý 180 m a leží ve směrovém oblouku o poloměru 754 m při převýšení 127 mm. Výstavba tunelu byla prováděna dvěma způsoby. Část u východního portálu v délce 12 m byla hloubena v otevřené jámě a u západního portálu v délce 36 m systémem ražby pod zastropením (metodou želva). Střední část o délce 132 m byla ražena novou rakouskou tunelovací metodou (NRTM) dovrchně. Plocha výrubu byla maximálně 117 m². 
Dvouplášťové ostění tunelu je tvořeno: primární vrstva je ze stříkaného betonu C16/20 se sítí, příhradových nosníků a kotev v tloušťce od 150 do 250 mm. Druhá finální vrstva je z monolitického železobetonu C25/30 o minimální tloušťce 350 mm. V hloubených částech má ostění tloušťku minimálně 600 mm. 
Tunel je určen pro provoz vlaků rychlostí u vlakových souprav 120 km/hod, pro soupravy s naklápěcími skříněmi 150 km/hod. Při výjezdu ve směru na Krasíkov trať navazuje v km 33,796 na šikmý rámový železniční most.